# Iglesia católica en China

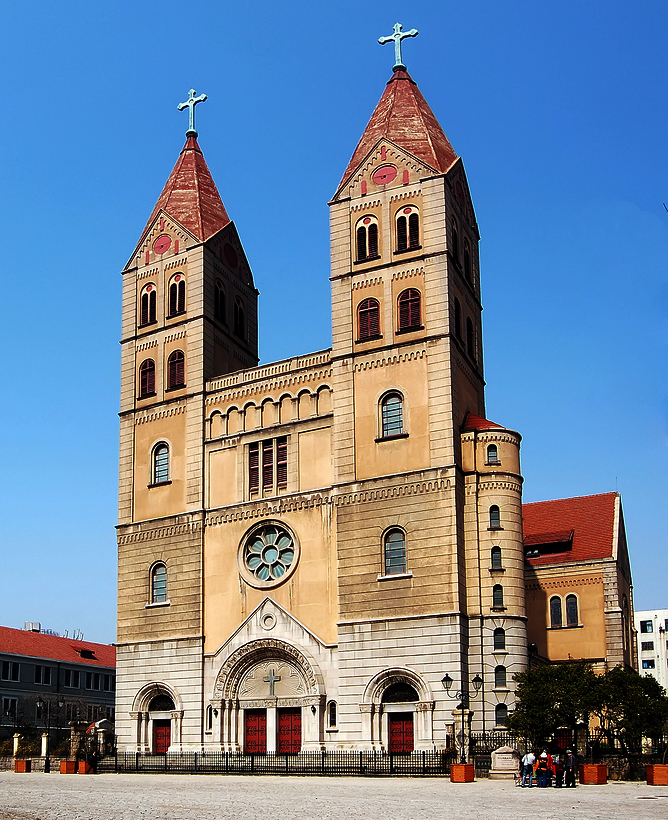
Catedral de Qingdao

La Iglesia católica (en chino tradicional y simplificado, 天主教; pinyin, Tiānzhǔ jiào; Wade-Giles, Tʽien¹-chu³ chiao⁴; literalmente, ‘Religión del Señor del Cielo’)  tiene una larga tradición en la historia de China y se estima que tiene allí alrededor de siete millones de fieles. Hoy en día, el cristianismo católico es practicado principalmente por una minoría cristiana en constante crecimiento dentro de la República Popular China.

## Historia
La Iglesia católica entró por primera vez en China durante la cosmopolita dinastía Tang.
Los frailes franciscanos italianos llegaron a estas tierra lejanas de oriente; pocos años después de la muerte de San Francisco de Asís en 1245 el Papa Inocencio IV envió a fray Juan de Pien del Carpine y una diligencia de frailes franciscanos a la corte mongola.
Fray Juan de Monte Corvino llega a la ciudad Pekín en 1297 donde fue ordenado obispo de la ciudad bajo autorización de la emperatriz china. Después de la muerte de Fray Juan, llegaron otros franciscanos que se quedaron en la capital del imperio chino hasta 1371, cuando la dinastía Yuan fue destronada por la dinastía Ming a causa de una guerra.
En 1952, el régimen comunista de Mao Zedong expulsó a los misioneros cristianos y al nuncio y restringió la propagación del cristianismo por todo el territorio nacional. 

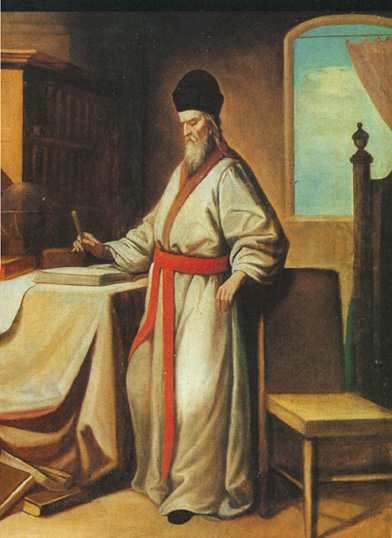
Retrato del jesuita Matteo Ricci, misionero católico en China.

Macao fue el lugar de entrada a China de los misioneros que buscaban difundir el catolicismo por el país, como el jesuita Matteo Ricci. La presencia de diversas órdenes religiosas, sobre todo jesuitas, dio un impulso a la educación en Macao. Asimismo, el desarrollo del cristianismo católico en China originó un interesante proceso de hibridación cultural y artística durante la temprana globalización y hasta el presente. Ejemplo de ello lo constituyen las obras de arte cristianas realizadas en la técnica del cloisonné.

## Actualidad
Según un informe del Hudson Institute, «el acuerdo secreto sobre obispos con China ha llevado a algunos a asumir erróneamente que el Partido Comunista Chino excluye a la Iglesia católica de su actual represión religiosa (...) la persecución a estos diez obispos, así como la represión de la Iglesia a la que representan, no ha hecho sino empeorar desde la firma del acuerdo en 2018».